# Kogl im Burgenland
Kogl im Burgenland (ungarisch Kupfalva) ist ein Dorf im Burgenland, das seit 1971 zur Großgemeinde Pilgersdorf gehört. Die Ortschaft liegt im äußersten Südwesten des Bezirks Oberpullendorf in der Hügellandschaft Bucklige Welt, einem Ausläufer der Alpen. Das kleine Dorf liegt am Hang eines Kogels, einem kegelförmigen Berg. Das typische Straßendorf hat 90 Einwohner (Stand 1. Jänner 2025), liegt auf einer Seehöhe von 599 m und hat eine Größe von rund 518 ha.
Zum Ortsgebiet von Kogl gehört auch die östlich gelegene Rotte Anger, bis nach dem Zweiten Weltkrieg noch als Weidefläche für die Hausschweine genutzt.

## Lage
Entfernungsangaben (Straßenkilometer)
- Oberpullendorf: 26 km, Bezirkshauptort
- Oberwart: 23 km, Zentrum des südlichen Burgenlandes, wichtiger Einkaufsort
- Bad Tatzmannsdorf: 17 km, Therme und Erholungsort
- Kirchschlag in der Buckligen Welt: 12 km, Passionsspielstadt in Niederösterreich, wichtiger Zentraler Ort (Geschäfte, Postamt, Restaurants, Disco, Schwimmbad)
- Eisenstadt: 72 km, Landeshauptstadt
- Wien: 112 km, Bundeshauptstadt
- Wiener Neustadt: 58,5 km, Zentrum des südlichen Niederösterreich
- Graz: 110 km, Landeshauptstadt der Steiermark
- Ungarn: 18 km, Grenzübergang Rattersdorf

## Geschichte

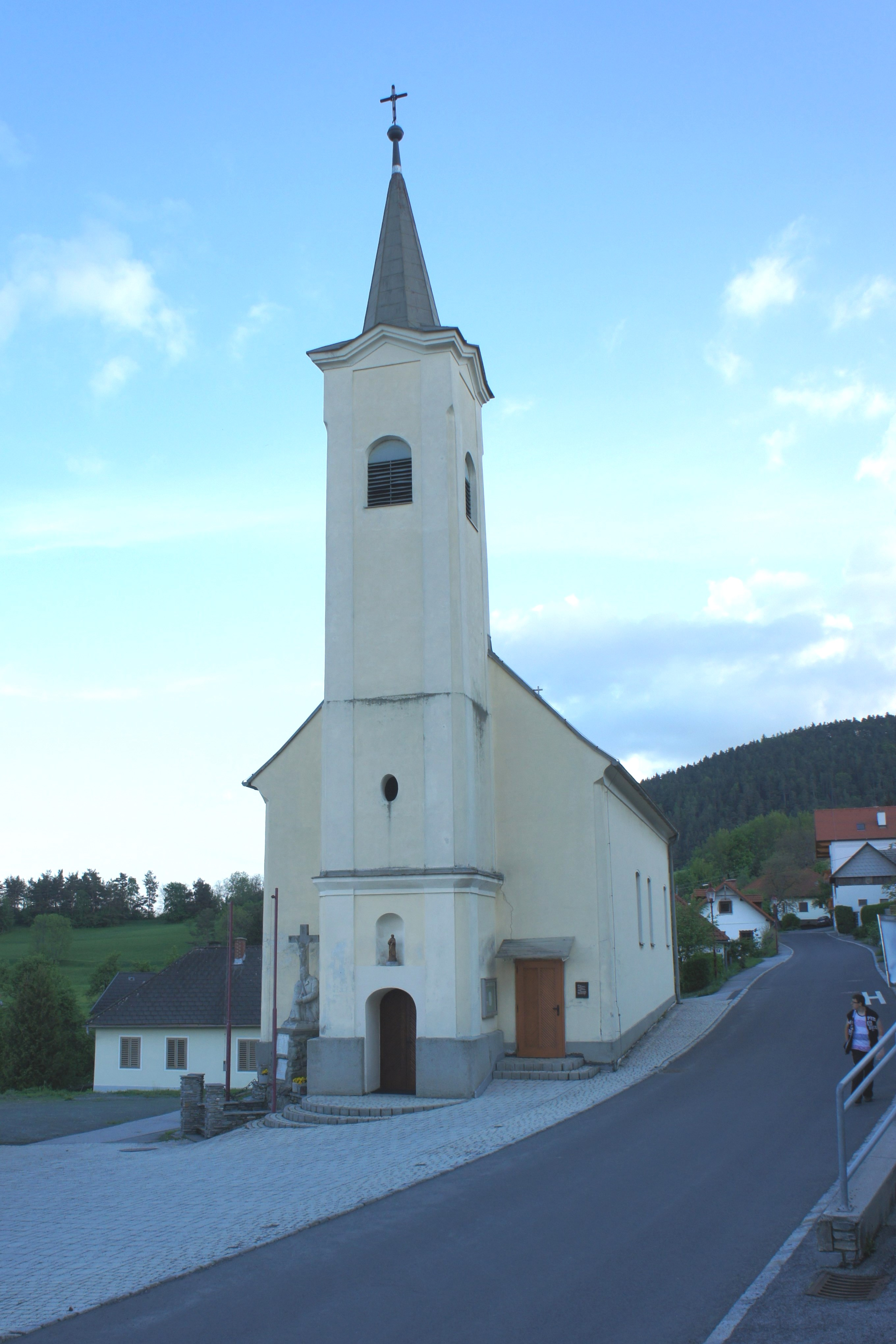
Die Kirche von Kogl, geweiht dem heiligen Oswald.

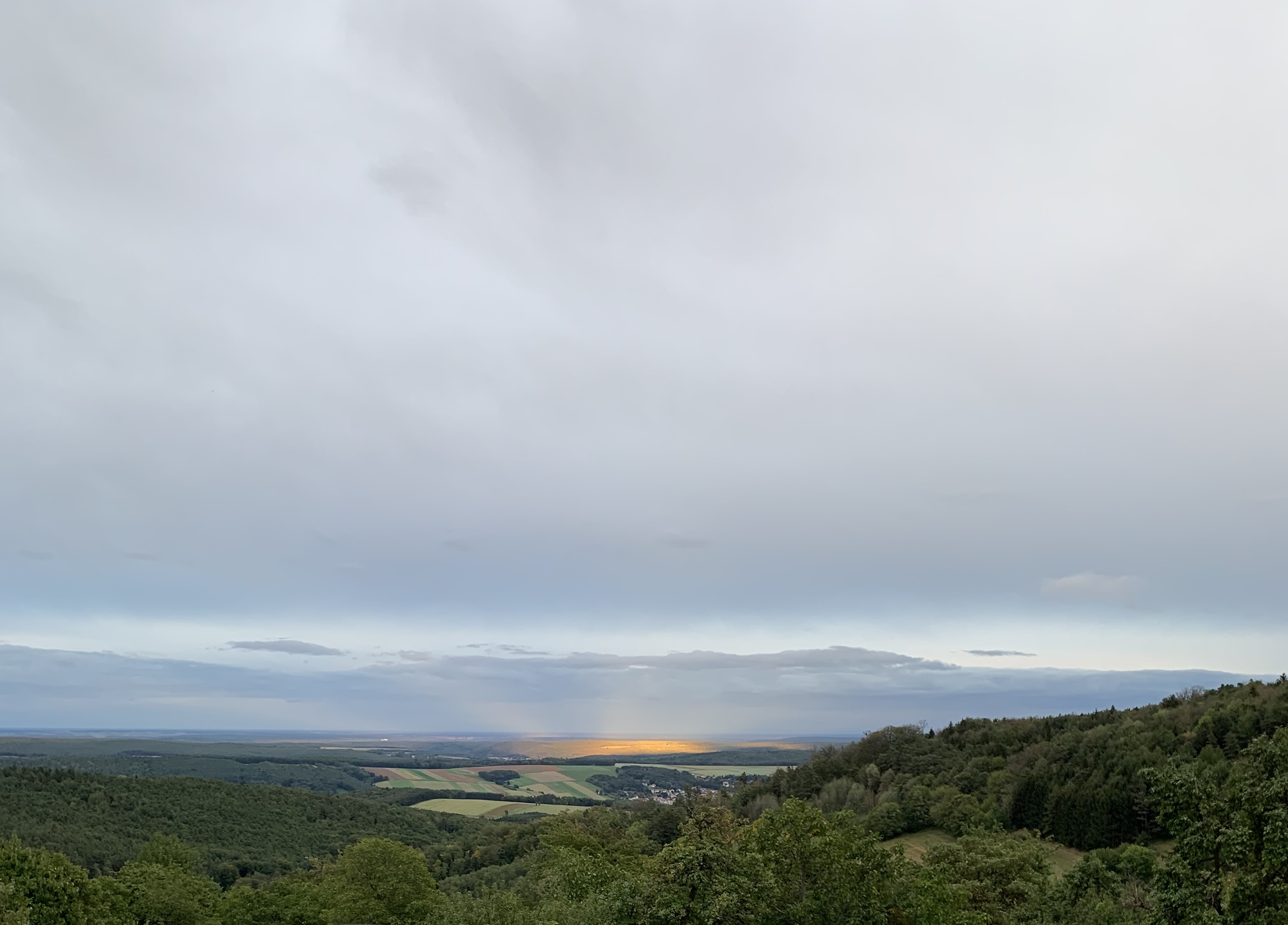
Sonnenuntergang in Kogl im September 2022. © Andrea Grosinger

Ende des 16. Jahrhunderts hat man im Herrschaftsgebiet von Lockenhaus großflächige Rodungen durchgeführt, wobei der Grundherr Franz II. Nádasdy (1555–1604) vor allem Untertanen aus Pilgersdorf, Bubendorf, Deutsch Gerisdorf und Salmannsdorf bei der Robot (Frondienst für den Grundherrn) zum Einsatz brachte. Allerdings war die Bewirtschaftung der in Kogl gelegenen Flächen mehr als umständlich, weil diese von den genannten Ortschaften vier bis acht Kilometer entfernt waren. Daher beschloss der Grundherr, in diesem sehr entlegenen Rodungsgebiet eine Siedlung anzulegen, die im Urbar der Burg Lockenhaus im Jahr 1597 als „Kukli“ im Komitat Eisenburg erwähnt wird. Folgende vier Höfe werden genannt, zu denen jeweils ein Feld gehörte: Czan Florian mit Pehm Stefell, Knor Stefell, Hodbogner Hansli und Arthofer Bendli. Ähnliche Rodungsinseln entstanden in Lebenbrunn und Steinbach. Dem Urbar ist auch zu entnehmen, dass die Ortschaften Kogl, Lebenbrunn und Steinbach vom Pilgersdorfer Gericht (Gemeindevertretung) mitbetreut wurden.
Die heute übliche Ortsbezeichnung ist erstmals für das Jahr 1596 als „Kogli“ belegt, als es zu einer großen Grenzbegehung der diversen Grundherren dieses Raumes kam (Franz Nadasdy, Christoph von Königsberg, Franz Batthyany, Adolf Puchheim, Christoph Erdödy und Thomas Szechy). Um ca. 1660 erfolgte die Loslösung von Pilgersdorf, im Jahr 1789 wurde Kogl zudem zunächst eine Lokalkaplanei und wenig später sogar eine eigene Pfarre, die auch für Lebenbrunn und die katholischen Bewohner der mehrheitlich evangelischen Ortschaft Redlschlag zuständig wurde. Mit der kirchlichen Trennung war auch die schulische Loslösung von Pilgersdorf verbunden. Die alte Schule wurde 1875 gebaut, das neue Schulgebäude im Jahr 1967 errichtet.
Dem Theresianischen Urbar aus dem Jahr 1767 ist zu entnehmen, dass die bitterarmen 26 Kogler Höfe trotz der steinigen Böden zu folgenden Diensten und Abgaben an die Grundherrschaft verpflichtet waren: 408 Tage Handrobot oder 204 Tage Zugrobot mit zwei Stück Vieh für die Grundherrschaft, 17 Gulden als Ausgleich für das Neuntl (neunter Teil der Ackerfrüchte), 26 Gulden Hauszins, 25 Pfund a 0,56 kg Garn, 34 Hühner, 162 Eier, 4¼ Klafter (ca. 15 m³) Brennholz.
Kogl wählte als Gemeinde entsprechend seiner Wirtschaftsstruktur durchwegs bäuerliche Symbole für seine Siegel: Sense, Rechen, Pflug, Getreidegarbe und Gans. Das Parzellenprotokoll der Gemeinde Kogl (ungarisch Kupfalva), Kronland Ungarn, Komitat Vas (Eisenburg) mit Sitz in Szombathely, Militärdistrikt Ödenburg (= Sopron; existierte nur in den Jahren 1850–1860), Steueramt Güns (= Kőszeg) aus dem Jahr 1857 zählt insgesamt 36 Häuser. Große Teile des Ortes wurden bei einem Großbrand im Jahr 1863 zerstört.
Das Lebensmittelgeschäft wurde bis in die Nazizeit von der dann deportierten und ermordeten jüdischen Familie Kopfstein betrieben. 1851 hatte Salomon Kopfstein aus Lackenbach, aus einer esterházyschen Schutzjudenfamilie stammend, in Lockenhaus ein Gemischtwarengeschäft eröffnet, seine Brüder Abraham und Isak ließen sich in Unterrabnitz und Pilgersdorf nieder, von wo aus die Idee entstand, einem der Söhne eine Existenzgrundlage in Kogl zu schaffen. Elektrisches Licht gibt es in Kogl seit dem Jahr 1951, Telefon und Ortswasserleitung seit 1957. Kogl wurde im Zuge von Gemeindezusammenlegungen im Jahr 1971 mit den Ortschaften Pilgersdorf, Lebenbrunn, Deutsch Gerisdorf, Salmannsdorf, Bubendorf und Steinbach Teil der neuen Großgemeinde Pilgersdorf.
Das Lebensmittelgeschäft wurde in den 1980er Jahren aufgegeben, die Volksschule Ende des Schuljahres 1977/78 zugesperrt, weil die Schülerzahl auf 11 gesunken war. Knapp nach der Jahrtausendwende wurde auch das Wirtshaus geschlossen. Die mangelnden wirtschaftlichen Perspektiven in der kleinstrukturierten Landwirtschaft und fehlende Arbeitsplätze in den anderen beiden Wirtschaftssektoren in der näheren Umgebung führten zu einer massiven Abwanderung nach dem Zweiten Weltkrieg.
Seit dem überraschenden Tod von Pfarrer Werner Gruber im Jahr 2008 steht das Pfarrhaus leer und wurde zunächst vom Pilgersdorfer Pfarrer mitbetreut. Im Jahr 2015 wurde das Pfarrhaus renoviert, trägt den Namen Komit (Kogler Mitte) und dient nun als Standort für Feiern (wie beispielsweise für den Kirchenchor oder auch für die Agapen nach der Messe bei Schlechtwetter). Seit September 2015 bilden die Pfarren Lockenhaus, Pilgersdorf, Kogl, Piringsdorf und Unterrabnitz, mit den Filialen sind es nicht weniger als 16 Gemeinden, einen großen Pfarrverband, dem der Lockenhauser Pfarrer vorsteht. Die Zahl der Gottesdienstbesucher ging in den letzten Jahren ganz massiv zurück, allgemeine gesellschaftliche Entwicklungen und den Tod regelmäßiger Kirchgänger widerspiegelnd.
Erst in den 1990er Jahren wurden die Straßen im Ort asphaltiert und Gehsteige angelegt. In den 2000er Jahren wurden auch für die Häuser, welche sich im Wald in der Nähe des Sportplatzes befinden, Straßenbeleuchtungen errichtet. Konflikte mit der Leitung der Großgemeinde in Pilgersdorf führten zu eigenständigen Lösungen bei der Kanalisation des Ortes und der Trinkwasserversorgung (Gründung der Wasser- und Abwassergenossenschaft Kogl unter Obmann Alois Weber). Die Ableitung der Dachabwässer wurde hingegen von der Gemeinde vorgenommen. Das leerstehende Schulgebäude wurde im Jahr 2014 verkauft. Der Bürgermeister versprach der Bevölkerung in einem Rundschreiben, den Erlös von 75.000 Euro größtenteils im Ort zu investieren. Trotz des Verkaufs stünde einer eventuellen Erweiterung des Feuerwehrhauses nichts im Weg, das Aufstellen des Festzeltes zum Beispiel am Kirtag werde weiterhin möglich sein. Im Jahr 2015 wurde dann die Einfahrt zur ehemaligen Schule neu angelegt, wodurch Parkplätze und ein Bereich für einen geplanten Zubau des Feuerwehrhauses geschaffen wurden.

## Politik
Im Gegensatz zur Großgemeinde Pilgersdorf, die von der ÖVP dominiert wird, ist in Kogl die SPÖ stärker. Bei den Nationalratswahlen im Jahr 2013 erhielt die SPÖ 50 Prozent, bei den Landtagswahlen im Jahr 2015 48,7 Prozent. Bei den Nationalratswahlen 2017 gewann die SPÖ 52,9 % der Stimmen, erzielte dann im Jahr 2019 bei den vorgezogenen Neuwahlen 46,8 %; 2024 waren es 44,1 %. Bei den Landtagswahlen des Jahres 2020 gewann die SPÖ wie im ganzen Bundesland stark dazu und erhielt 72 %, im Jahr 2025 dann 64,5 %.

### Bürgermeister
- Michael Heißenberger, Nr. 5, 1920–1927 (Christlichsoziale Partei)
- Johann Heißenberger, Nr. 2, 1927–1931 (Christlichsoziale Partei)
- Rudolf Weber, Nr. 29, 1931–1938 (Christlichsoziale Partei, ab 1934 Vaterländische Front)
- Franz Gschirts, Nr. 6, 1938–1945 (NSDAP)
- Rudolf Weber, Nr. 29, 1945–1949 (ÖVP)
- Josef Hummel, Nr. 31, 1949–1955 (ÖVP)
- Peter Kallinger, Nr. 12, 1955–1959 (ÖVP)
- Michael Heißenberger, Nr. 21, 1959–1967 (ÖVP)
- Josef Heißenberger, Nr. 2, 1967–1971 (ÖVP)

### Ortsvorsteher ab 1971
Seit der Auflösung der Gemeinde Kogl 1971 hatte Kogl Ortsvorsteher, die von den jeweiligen Pilgersdorfer Bürgermeistern eingesetzt wurden:
- Josef Heißenberger, Nr. 2 (ÖVP)
- Franz Weber, Nr. 29 (ÖVP)
- Karl Weber, Nr. 13 (ÖVP)
- bis 2005 Josef Heißenberger, Nr. 18 (ÖVP)
- 2005–2012 Waltraud Weber, Nr. 61 (ÖVP)[18]
- 2012–Juli 2014 Leopoldine Weber, Nr. 67 (ÖVP)[19]
- ab 1. August 2014 interimistisch Bürgermeister Ewald Bürger (ÖVP)[20] – Oktober 2017
- ab Oktober 2017 Alexandra Heißenberger, Nr. 18 (ÖVP)

## Bevölkerung und Wirtschaft
Im Jahr 1883 zählte man in Kogl 36 Häuser mit 224 Seelen. Im Jahr 1925 gab es im Ort dann 41 Häuser, aber nur mehr 188 Einwohner. Im Jahr 1975 lebten in den nunmehr 56 Häusern 161 Bewohner. Mit Stand vom 6. Dezember 2024 wurden nur mehr 90 Hauptwohnsitze gezählt. Wie in der gesamten Großgemeinde ist die Einwohnerzahl rückläufig, wobei Kogl mit seiner Geburten- und Wanderungsbilanz die mit großem Abstand negativste Dynamik aufweist. In den letzten 140 Jahren hat die Ortschaft rund 60 Prozent ihrer Einwohner eingebüßt.
In der zweiten Hälfte des 19. Jahrhunderts und in der Zwischenkriegszeit sind viele Kogler nach Amerika ausgewandert oder haben in Großstädten wie Wien eine neue Heimat gefunden. Zahlreiche Ortsbewohner wurden seit den 1960er-Jahren zu Wochenpendlern, ihr Beruf als Maurer, Kranführer, Zimmerer, Kraftfahrer oder Hilfsarbeiter führte sie zum Teil durch ganz Österreich. Im Ort selbst gibt es keine, in der näheren Umgebung nur wenige Arbeitsplätze, sodass die berufstätige Bevölkerung mehr oder weniger zur Gänze zum täglichen Auspendeln gezwungen ist. Straßen führen über die benachbarte Ortschaft Redlschlag (höchster Punkt des Burgenlands und Standort des nächstgelegenen Wirtshauses) und Bernstein Richtung Oberwart ins südliche Burgenland, in die andere Richtung über Lebenbrunn und Steinbach nach Kirchschlag in der Buckligen Welt in Niederösterreich (14 Kilometer entfernt), das eine wichtige Funktion als Zentraler Ort innehat (z. B. nächstes Postamt). Eine weitere Verbindung, die Kogler Landesstraße L 346, führt ins rund fünf Kilometer entfernte Pilgersdorf, Sitz der Gemeindeverwaltung, Standort des nächstgelegenen Lebensmittelgeschäfts und von Kindergarten und Volksschule für alle sieben Ortschaften der Großgemeinde. Dreimal in der Woche kommen zwei Bäcker mit ihren Lieferautos in den Ort und ermöglichen an bestimmten Stellen den Einkauf.
Der Anteil der Pensionisten ist sehr hoch, zahlreiche Häuser stehen inzwischen leer, andere werden nur in Ferienzeiten oder an Wochenenden als Zweitwohnsitz genutzt. In den letzten 30 Jahren sind zahlreiche junge Kogler weggezogen.
Im Jahr 2024 gab es nur mehr 90 gemeldete Hauptwohnsitze, aber auch 33 Nebenwohnsitze, also ein Verhältnis von 2,73:1. In der gesamten Großgemeinde Pilgersdorf mit ihren sieben Ortschaften war das Verhältnis mit 3,40:1 wesentlich günstiger. Die Ortschaft verfügt inzwischen weder über ein Gasthaus noch über ein Lebensmittelgeschäft, die Schule wurde im Jahr 1978 geschlossen. Die Preise für Baugrundstücke liegen derzeit (2022) bei 13–15 Euro für den Quadratmeter. Die meisten Grundbesitzer haben inzwischen ihre Äcker und Wiesen verpachtet, zumal fast alle Kogler seit den 1990er-Jahren auch die Nebenerwerbslandwirtschaft aufgegeben haben. Weil keine Flurbereinigung vorgenommen wurde, dominiert immer noch die Gewannflur. Der Erhalt des Landschaftsbildes – ein Wechselspiel von Wald, Wiesen und Äckern (vor allem Weizen, Gerste, Hafer, Roggen, Dinkel, Raps, Soja und Mais) – ist vorerst noch gewährleistet. Selbst Hühner oder Schweine, früher von jeder Familie gehalten, sind selten geworden, Enten und Gänse gänzlich verschwunden. Das Jagdrevier ist von heimischen Jägern gepachtet. In den letzten Jahren hat das nahezu verschwundene Niederwild – Hasen und Fasane – wieder zugenommen. Privaten Grundbesitzern gehören kleine Waldstreifen. Diese werden genutzt, um das eigene Brennholz zu fällen, zumal die meisten Kogler Häuser mit Brennholz geheizt werden. Es gibt daneben aber auch einen Gemeinschaftsbesitz, den „Urbarialwald“. Zum Teil grenzt daran der „Herrschaftswald“ von Esterházy an, dem größten Grundbesitzer im Burgenland.
Für die Schüler und nicht mobilen Ortsbewohner gibt es einen Schulbus nach Oberpullendorf, Lockenhaus und Bernstein. In den jeweiligen Ortschaften besteht auch die Möglichkeit, in andere Busse umzusteigen, um zum Beispiel nach Oberwart zu gelangen. Die Bushaltestellen befinden sich im Dorfzentrum sowie bei der Rotte Anger, an unterrichtsfreien Tagen verkehren keine Busse. Die nächste Bahnstation  befindet sich in Grimmenstein.
Im Jahre 2017 wurde von der Gemeinde das „PlusTaxi“ ins Leben gerufen, welches den nicht mobilen Bewohnern ermöglichen soll, in andere Orte zu gelangen, um Einkäufe etc. zu erledigen. Dies wurde von der Bevölkerung gut aufgenommen, da es einige Bewohner ohne Führerschein gibt und diese dann nicht mehr auf den Bus oder Mitfahrgelegenheiten mit anderen Ortsbewohnern angewiesen sind.

## Sehenswürdigkeiten
- Das große, weitum sichtbare hölzerne Kreuz am Kogler Berg auf der „Platte“ wurde im Sommer 2014 durch einen Blitzschlag völlig zerstört. Im März des Jahres 2016 wurde dort ein neues Kreuz aufgestellt.
- Die Pfarrkirche Kogl wurde im Jahr 1752 in Erfüllung eines Gelübdes nach einer überstandenen Viehseuche als Kapelle errichtet und im Jahr 1817 von Grund auf erweitert. Sie ist dem Hl. Oswald (Kirchen- und Viehpatron) geweiht, die eher schlicht gehaltene Einrichtung stammt aus dem 18. Jahrhundert. Der Hochaltar enthält ein Bild des Hl. Oswald, dem Kirchenpatron, seitlich Figuren der Viehpatrone Wendelin und Patricius. Im Zuge von Renovierungs- und Restaurierungsarbeiten hat man unter der einfachen Fassung des Hochaltars eine Oberfläche mit Holzeinlegearbeiten entdeckt und freigelegt, womit das Erscheinungsbild des Altars stark aufgewertet werden konnte. 2016 wurde die Kogler Kirchen-Orgel renoviert. In den Jahren davor wurde auch der Altar renoviert, wobei Kosten in der Höhe von 65.000 € anfielen. Im Turm befinden sich drei Glocken, welche elektronisch, früher mit Seilzug, bedient werden. Die Wallfahrtskirche wurde vor allem beim Kirtag am Sonntag nach Oswaldi (5. August) von den Bauern der Umgebung besucht, die dort um gute Ernte und gesundes Vieh beteten. Der ursprünglich an diesem wichtigsten Tag des Jahres abgehaltene große Krämermarkt mit Schaukeln, Ringelspiel und Schießbude mit beiderseitigen Marktständen vom Ortseingang zum Ortsausgang ist seit dem Anfang der 1990er-Jahre sukzessive immer kleiner geworden und reduzierte sich zuletzt auf nur mehr 2–3 Marktstände. Seit dem Jahr 2023 fiel er völlig aus.

## Vereine
- 1998 wurde eine Wasser- und Abwassergenossenschaft gegründet.
- Der Verein für Ortsbildgestaltung, Fremdenverkehr, Dorferneuerung und Kultur im Dorf – Kogl (OFDK Kogl) wurde am 21. Juni 1996 gegründet. Er widmet sich der Brauchtumspflege (z. B. Osterfeuer, Faschingsfeiern, Weihnachtsfeiern) und organisiert Konzerte, verschiedene Kurse, den Besuch kultureller Veranstaltungen und Bildungsreisen. Der Verein war u. a. dafür verantwortlich, dass anlässlich der 400-Jahr-Feier im Jahr 1997 der Gedenkstein vor dem Feuerwehrhaus eingeweiht wurde. Weiters unterstützte er finanziell den Bau der Kläranlage, die Straßenbeleuchtung und die Renovierung des Kirchenplatzes. Zum 20-jährigen Jubiläum im Jahr 2016 wurde auch ein umfangreiches Buch über die Ortschaft verfasst.
- Wesentlich älter ist die Freiwillige Feuerwehr Kogl, die im Jahr 2011 ihr 90-jähriges Bestehen mit einem Festakt feierte.[25] Früher gab es auch eine Feuerwehrjugend, welche aber heute aufgrund fehlender Kleinkinder nicht mehr besteht. Der größte Einsatz in der jüngeren Vergangenheit im Ort fand im Mai 2015 statt, als heftige Regenfälle zum Wassereintritt in mehreren Objekten führten.  Zu Silvester 2023 wurde man zu einem Grossbrand nach Lebenbrunn gerufen.                                           Die Kogler Feuerwehr verfügt seit dem Juli 2016 über ein neues Hilfslöschfahrzeug mit Allradantrieb und einem 500-Liter-Wassertank. Die Anschaffungskosten in der Höhe von 154.400 Euro teilen sich das Land Burgenland, die Gemeinde Pilgersdorf und die Freiwillige Feuerwehr Kogl.[26] Das neue Auto wurde am 23. Juli 2016 im Rahmen einer großen Feier eingeweiht. Zudem verfügt die Feuerwehr noch über ein älteres Auto, ein Kleinlöschfahrzeug. Die Mitgliederanzahl der Feuerwehr ist beständig gesunken, aktuell gibt es rund 25 aktive Mitglieder. Derzeit wird das Feuerwehrhaus umgebaut, ein neuer Keller wurde geschaffen. In Zukunft soll auch eine Garage für das zweite Auto errichtet werden. 2022 wurde ein neuer Kommandant gewählt.

- Im Ort existieren noch ein Darts-Verein, ein Sparverein und ein Verschönerungsverein. Mitglieder des Darts-Vereins und des Sparvereins treffen sich einmal pro Woche am Wochenende, um zu trainieren bzw. einzuzahlen. Gelegentlich finden auch Turniere statt.
- Kogl verfügt zwar über einen Sportplatz, jedoch gibt es keinen Fußballverein, da jener in Pilgersdorf Spielern aus allen sieben Ortschaften der Gemeinde offensteht. Die Tore am Kogler Sportplatz wurden mittlerweile abgebaut und liegen in der Wiese. Früher wurde dieser Fußballplatz von Kindern und Jugendlichen Kogls sehr oft genutzt, heute (2024) fehlen die Tore und der Platz ist uneben und wird nur unregelmäßig gemäht. Er wird nur noch sehr selten verwendet, zum Beispiel für Wettkampfvorbereitungen der Feuerwehr. Fußballvereine gibt es im benachbarten Pilgersdorf (2. Liga Mitte) und Redlschlag (2. Klasse Süd A).
- Die Kogler Jugend existiert mit Stand 2024 nicht mehr; seit dem Jahr 2016 verfügte sie über einen Jugendraum im Kogler Pfarrhof. Die Jugend veranstaltete auch einige Feste während des Jahres, wie beispielsweise das Osterfeuer, den Maibaumumschnitt und das „Zwicklscheitaustragen“ zu Silvester. Erst wenn ein Mitglied der Jugend heiratet, ist es nicht mehr Mitglied, und wird beim „Maschgern“ bei der Hochzeit verabschiedet. Außerdem veranstaltete die Jugend mindestens einmal pro Jahr einen Ausflug. In den letzten Jahren war die Jugend ziemlich inaktiv, eine Auflösung war aufgrund des Wegziehens vieler junger Kogler die Folge.
- Weiters gibt es noch die Ortsgruppe SPÖ Kogl-Lebenbrunn, welche den Sautanz und den Frühschoppen beim Gasthaus Zapfel organisiert.
- Der Pfarrgemeinderat veranstaltet das Adventkranzflechten, das Fastensuppenessen am Aschermittwoch und Karfreitag und entwickelt seine Aktivitäten im Kogler Pfarrhof.
- Der Ortsausschuss Kogl besteht aus 5 Einwohnern, die sich mehrere Male pro Jahr treffen, um die im Dorf anfallenden Themen zu besprechen, wie beispielsweise die Übernahme der Arbeiten am Friedhof.

## Brauchtum
- Zur Pflege des Brauchtums gehörte das „Zwicklscheitaustragen“ zu Silvester: Die Jugendlichen des Ortes gingen von Haus zu Haus, wünschten den Bewohnern für das neue Jahr alles Gute, und legten ein großes Holzscheit unter den Esstisch, das im neuen Jahr Glück bringen sollte. Sie erhielten dafür eine kleine Spende für die Jugendkassa und ein alkoholisches Getränk (meistens Schnaps), um auf das neue Jahr anzustoßen. Der Spruch, der dabei aufgesagt wurde, lautete: „Dou bring ma eng a Zwickelscheidl, zwickts Wogn und Pflui aun, seitzts Hia und Geins aun, bauts Woaz und Troad aun, dass nix erstickt und olls erquickt, und olls Unglick beim Giebelfenster außifluigt.“ („Da bringen wir euch einen Zwickelscheit, hängt Wagen und Pflug an, setzt Hühner und Gänse an, baut Weizen und Roggen an, damit nichts verdorrt und alles aufkommt, und alles Unglück beim Giebelfenster hinausfliegt.“) Zu Silvester 2019/20 wurde der Brauch noch aufrechterhalten, 9 Jugendliche gingen von Haus zu Haus. Zur Jahreswende 2020/21 und 2021/22  konnte das Zwicklscheitaustragen erstmals in der über 70-jährigen Geschichte aufgrund der Covid-19-Pandemie nicht stattfinden. Die wenigen Jugendlichen, die es noch gibt, wollten der Bevölkerung trotzdem eine Freude bereiten, und so wurden die Holzscheite begleitet mit einem Spruch den Einwohnern vors Haus gelegt, damit diese auch 2021 und 2022 in den Genuss der Gesundheits- und Glückwünsche kamen. Zu Silvester 2022/23 gab es aufgrund des mangelnden Interesses der Jugendlichen kein Zwicklscheitaustragen mehr. Auch zur Jahreswende 2023/24 und 2024/25 wurde der Brauch nicht mehr forciert.
- Wenn ein Ortsbewohner heiratete, tauchten Kogler auch ungeladen bei der Hochzeitsfeier als „Maschgerer“ auf, und hielten den Frischvermählten und deren Verwandten, selbst unter einer Maske verborgen, in Gedichtform eine Art Charakterspiegel vor: Es wurde ein „Maschgererbrief“ vorgelesen, in dem das Brautpaar mit seinen Stärken und Schwächen vorgestellt wurde. Danach gab es meist das „Brautstehlen“, der Bräutigam musste seine Braut dann suchen und „zurückkaufen“. Dieses Geld wanderte dann in die Jugendkassa. Meist waren die „Maschgerer“ die Jugendlichen des Dorfes. Vor der Trauung in der Kirche gab es auch den Brauch „Fierzuing“, wobei der Bräutigam eine Absperrung durchschnitt und das Brautpaar ein Glas Wein trinken musste. Nach der Trauung gab es dann noch den Brauch, dass das Brautpaar ein Holzscheit gemeinsam mit einer Säge durchschneiden musste. Die letzte Hochzeit in Kogl fand im Juni 2018 statt, das letzte Maschgern gab es im Juli 2021.
- Ein Brauch der Kogler Jugend war traditionell auch das „Krampusschrecken“ am 5. Dezember jedes Jahres. Die Jugendlichen des Dorfes gingen als Krampus verkleidet mit ihrem Nikolaus zu jedem Haus, in dem es kleine Kinder gab, und beschenkten die Kinder mit einem Krampussackerl. Dabei wurde auch ein Spruch aufgesagt. Im Jahre 2011 gab es zum letzten Mal das Krampusschrecken in Kogl, seitdem fehlen die Kinder.
- Wie in anderen katholischen Orten waren früher auch in Kogl am Karfreitag und am Karsamstag die „Ratschenkinder“ unterwegs, welche mit ihren hölzernen Ratschen die „nach Rom geflogenen Glocken“ ersetzten. Sie erhielten dafür traditionell von jedem Haushalt das „Ratschnaei“, später meist Süßigkeiten oder eine kleine Geldspende. Zu den Gebeten und Andachten wurde mit folgendem Spruch aufgerufen: „Wir ratschna, wir ratschna den englischen Gruß, den jeder katholische Christ beten muss. Follts nieda, follts nieda auf eingare Kniea, und betts an Vaterunser und drei Ave Marie.“
- Am Karsamstag wird traditionell ein großes Osterfeuer entzündet, bei dem Gestrüpp, Strauchwerk und Holzabfälle verbrannt werden. Seit 2014 wird das Osterfeuer von der Kogler Jugend organisiert. Im Jahre 2020 konnte erstmals kein Osterfeuer aufgrund der Covid-19-Pandemie angezündet werden. Das Osterfeuer 2021 musste ebenfalls coronabedingt abgesagt werden. Ab 2023 gab es wieder ein Osterfeuer, welches nun von der Feuerwehr veranstaltet wird.
- Im Ortsteil Anger wurde jedes Jahr ein hoher Maibaum aufgestellt, den man Ende Mai im Rahmen einer kleinen Feier wieder umschnitt. Auch im Dorfzentrum wurde ein Maibaum beim Feuerwehrhaus aufgestellt. Diesen hat man meist Ende Mai im Rahmen einer Grillfeier oder Ähnlichem umgeschnitten. Im Dorf gab es seit dem Jahr 2013 keinen Maibaum mehr, auch der Ortsteil Anger stellt mittlerweile keinen Baum mehr auf, da von den elf Häusern nur mehr sechs dauernd bewohnt sind.
- Jedes Jahr gab es im Dorf am Faschingssamstag einen Faschingsumzug. Die Burschen und Mädchen der Kogler Jugend verkleideten sich und gingen mit einem „Totzbär“ von Haus zu Haus. Der Totzbär ist ein mit Stroh ausgestopfter Bursch und wie es der Brauch verlangt, musste dieser in jedem Haus mit der Frau des Hauses tanzen. Da der Totzbär ein ausgestopftes Kostüm trug, konnte er den ganzen Tag lang nicht auf die Toilette gehen. Daher trank er nur Schnaps, damit er den ganzen Tag durchhielt. Die Jugend bekam meistens Speis und Trank und eine kleine Spende für die Jugendkassa. Nach dem Umzug gingen die Jugendlichen nach Redlschlag zum Gasthaus Servus, wo es jedes Jahr am Faschingssamstag eine Faschingsdisco gab. Gelegentlich machten die Jugendlichen auch beim Faschingsumzug in Redlschlag mit. Der Brauch nimmt auf die eisigen Winter Bezug, die es früher gab. Der Totzbär sollte endlich den Winter vertreiben. 2020 waren es 11 Jugendliche, die am Umzug teilnahmen. In den Jahren 2021 und 2022 musste der Umzug aufgrund des Corona-Lockdowns abgesagt werden. Seitdem gab es keinen Umzug mehr, da es keine Jugendlichen mehr im Dorf gibt.
- Ein weiterer Brauch in Kogl ist das vom OFDK alljährlich veranstaltete Sonnwendfeuer zur Sonnenwende, welches auch 2019 stattfand. Auf der Platte beim Kreuz wird ein Feuerturm erbaut und im Rahmen einer Feier entzündet. Vor dem Entzünden des Feuerturms findet auf der Platte die Hl. Messe statt. 2020 und 2021 gab es wegen Corona kein Sonnwendfeuer. Im Jahre 2022 fand es schlussendlich wieder statt. 2023 musste das Sonnwendfeuer aufgrund Schlechtwetter abgesagt werden.
- Der Kogler Feuerwehrball findet jährlich statt. Früher feierte man beim Löwenwirten in Lebenbrunn, da dieser nun aber zugesperrt hat, findet der Ball seit 2013 in Redlschlag im Café Zapfel statt (Stand 2024). Im Jahre 2019 gab es keinen Feuerwehrball, dieser fand aber wieder im Februar 2020 statt. Der Feuerwehrball 2021 und 2022 musste aufgrund des Corona-Lockdowns abgesagt werden. 2023 wurde kein Feuerwehrball veranstaltet, auch 2024 und 2025 gab es keinen. Der Tag der Feuerwehr und ein Grillabend wurde auch einmal pro Jahr veranstaltet, jedoch seit Corona nicht mehr.

## Übernamen
Für die Bewohner der Ortschaften werden im Mittelburgenland verschiedene Übernamen verwendet:
Die Pilgersdorfer sind die „Plitzerlwerfer“, Lebenbrunner sind die „Löwen“, die Gerisdorfer die „Stieglhupfer“, die Bubendorfer die „Knödelwerfer“, die Kohlstätter die „Hochbuchenen“ (nach den Hainbuchen), die Steinbacher die „Luti-Buim“, die Salmannsdorfer die „Birnbrater“ (nach den vielen Dörröfen), die Piringsdorfer die „Ringerl“ und die Kogler die „Mohnbinkerl“.